# Kurt Cobain o synu
Kurt Cobain o synu (ang. Kurt Cobain About a Son) – film dokumentalny o Kurcie Cobainie, wokaliście zespołu Nirvana. Obraz zadebiutował na Toronto International Film Festival w 2006 roku. Jego reżyserem jest AJ Schnack, a wyprodukowany został przez Sidetrack Films. 
W filmie zostały użyte spisane na taśmach rozmowy pomiędzy Kurtem Cobainem a Michaelem Azerradem, które w 1993 posłużyły do napisania biografii zespołu Bądź jaki bądź – historia Nirvany. W dokumencie tym nie ma aktorów, narratorem jest Kurt Cobain, który przedstawia swoje życie, sukces Nirvany i kłopoty z tym związane.
Oficjalna premiera światowa miała miejsce 10 września 2006, ale produkcja do amerykańskich kin trafiła w październiku 2007 roku.
Kurt Cobain o synu w 2007 roku został nominowany do nagrody Independent Spirit Award w kategorii Independent Spirit's Truer than Fiction Award. 

## Ścieżka dźwiękowa
1. „Overture” – Steve Fisk i Ben Gibbard
2. Audio: Never Intended
3. „Motorcycle Song” – Arlo Guthrie
4. „It’s Late” – Queen
5. „Eye Flys” – Melvins
6. Audio: Punk Rock
7. „Banned in DC” – Bad Brains
8. „Up Around the Bend” – Creedence Clearwater Revival
9. „Kerosene” – Big Black
10. „Put Some Sugar on It” – Half Japanese
11. „Son of a Gun” – The Vaselines
12. „Graveyard” – Butthole Surfers
13. Audio: Hardcore Was Dead
14. „Owner's Lament” – Scratch Acid
15. „Touch Me I'm Sick” – Mudhoney
16. Audio: Car Radio
17. „The Passenger” – Iggy Pop
18. „The Borgeois Blues” – Leadbelly
19. „New Orleans Instrumental No. 1” – R.E.M.
20. Audio: The Limelight
21. „The Man Who Sold the World” – David Bowie
22. „Museum” – Mark Lanegan
23. „Indian Summer” – Ben Gibbard